# T-50 (戦車)
T-50は第二次大戦中にソビエト連邦で限定生産された歩兵支援用戦車である。

## 開発
T-34の開発が進んでいたにもかかわらず、ソ連軍はT-26軽戦車に代わる歩兵支援用として、45mm砲と中程度の装甲防御力を備えた14t級戦車の開発をキーロフスキー、および第174工場に命じた。
1940年、キーロフスキー工場（第174工場という説もあり）で試作戦車オブィエークト125（またはT-126SP・・・SPはSoprovozhdeniya Pekhotui＝歩兵支援の略）が完成。重量は17tでトーションバーサスペンションを備え、270馬力のV-3ディーゼルエンジンを用いて時速35km/hで走行できた。武装はT-26同様に45mm戦車砲と7.62mmDT機銃を装備。傾斜した装甲で構成された車体形状は、T-34の1940年型を小型にしたようなシルエットであった（もっとも、量産されたそれはKV-1に似た足回りから、これを鹵獲したフィンランド軍には「マールィ・クリム」＝ミニKVと呼ばれた）。
オブィエークト126はT-50として正式採用された。

## 性能
装甲は砲塔前面で37mm、車体前面は上部が50度の傾斜で37mm、下部が45度の傾斜で45mm、側面37mmと試作型に比べ少しずつ削られ、重量は14.5tに軽減、エンジンも300馬力V-4エンジンとなり最大速度が50km/hに向上した。また砲塔上面後部にはハッチの無い車長キューポラが設置された。要求どおり本車は従来の軽戦車と異なる、ある程度の防御力を持った支援戦車（歩兵戦車）として完成した。

## 配備

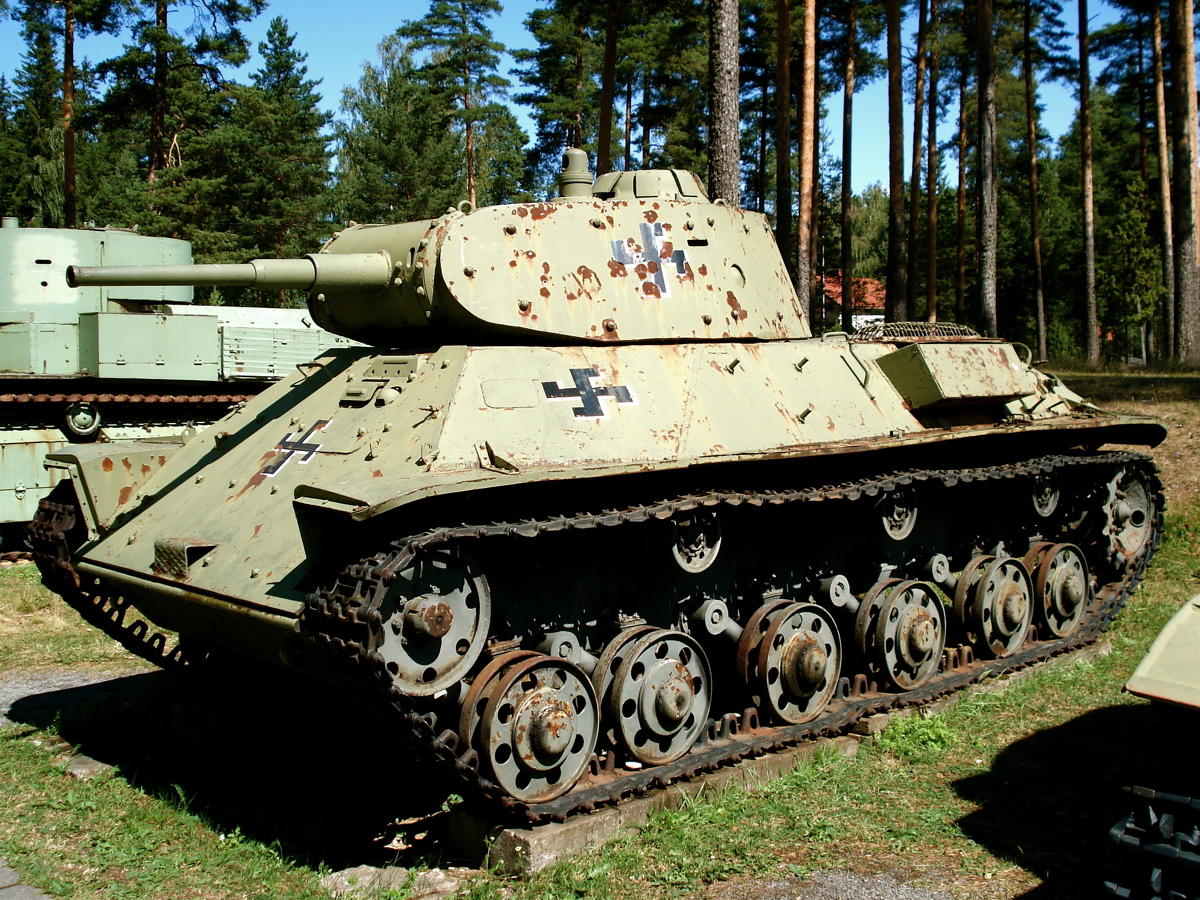
パロラ戦車博物館のフィンランド軍標識が描かれたT-50

しかし生産地であるレニングラードにフィンランド軍とドイツ軍が迫り、工場の疎開が行われ、疎開先で既に第174工場で製作されていた69輌（65輌説、53輌説もあり）分の部品が組み立てられたが、それ以上の新規生産は行われなかった。
これは、従来型のトラックのコンポーネントを流用した軽戦車より高価であること、そのわりにT-34の代わりに生産するほどの戦闘力ではないこと、疎開先にV-4エンジンを量産できる工場が準備されていなかったこと、そして同程度の戦力であるバレンタイン歩兵戦車がレンドリース法により多数送られてきていたからである。
少数生産に終わったT-50ではあるが、1944年夏にフィンランド戦線に投入され一輌が鹵獲され、現在も博物館に展示されている。他、生き残ったT-50には装甲を強化（55～57mm）した物もあり、こちらはドイツ軍の前に姿を現している。

## 登場作品
『World of Tanks』
ソ連軽戦車T-50として開発可能。
『War Thunder』
ソ連ランクII軽戦車のT-50として開発可能。